# Arturo Bergamasco
Pour les articles homonymes, voir Bergamasco (homonymie).

a Compétitions nationales et continentales officielles uniquement.

b Matchs officiels uniquement.
Dernière mise à jour le 15 février 2023.
Arturo Bergamasco (né le 15 mars 1951 à Carrara Santo Stefano près de Padoue), est un ancien joueur de rugby à XV italien. Il a joué en équipe d'Italie et évoluait au poste de troisième ligne aile.

## Biographie
Ses deux enfants, Mirco et Mauro, sont également des joueurs de rugby à XV et défendent aussi les couleurs de l'Italie en équipe nationale.

## Palmarès
- 4 sélections en équipe d'Italie entre 1973 et 1978
- Sélections par année : 2 en 1973, 1 en 1977, 1 en 1978